# Фельяны (политическая партия)
Клуб фельянов (фейянов) (фр. Club des Feuillants) — политическая группировка во Франции во времена Великой французской революции, объединявшая либеральных монархистов.
Фельяны представляли интересы крупной буржуазии; основу составляли члены политического клуба в Париже (в 1791—1792 гг.). Название получили от бывшего монастыря ордена фельянов, в помещении которого члены клуба проводили свои заседания. Фельяны были фактически правящей партией в Конституционной ассамблее, присутствовали в сменившем её Законодательном собрании. После свержения монархии часть фельянов влилась в лагерь роялистов.
Видные члены клуба: Байи, Лафайет, Барнав, Дюпор, братья Ламеты (Александр, Шарль, Теодор).